# 新米科拉伊夫卡 (斯卡多夫斯克區)
新米科拉伊夫卡（羅馬化：Novomykolaivka）是烏克蘭南部赫爾松州斯卡多夫斯克區新米科拉伊夫卡市鎮内的村落及其行政中心。始建於1861年，面積4.46平方公里，海拔高度28米，2001年人口3,600，人口密度每平方公里807.7人。